# Ludwig Dauber
Heinrich Ludwig August Dauber (* 22. September 1798 in Gandersheim; † 11. April 1885 in Holzminden) war ein deutscher Gymnasiallehrer, Schuldirektor (1854–1884) und Ehrenbürger von Holzminden.

## Leben

### Kindheit und Ausbildung
Dauber wurde 1798 als Sohn des Fabrikanten Ad. Leopold Dauber in Gandersheim geboren. Er besuchte ab 1811 die Lateinschule in Northeim und von 1814 bis 1817 die Kloster- und Stadtschule in Holzminden. Nach seinem Abschluss 1817 ging er bis 1820 an die Georg-August-Universität in Göttingen, wo er Theologie und Philologie studierte, unter anderem bei Georg Ludolf Dissen.

### Vom Lehrer bis zum Studienrat
Nach beendetem Studium ging er 1820 nach Holzminden, wo er eine Anstellung als Collaborator am dortigen Gymnasium fand. 1828 wurde er Konrektor und am 17. Oktober 1854 Direktor. 1859 wurde ihm der Titel Professor und 1869 der Titel Schulrat verliehen.
Am 23. September 1870 ging er nach 50 Jahren Schuldienst in den Ruhestand. Im gleichen Jahr wurde er Ehrenbürger von Holzminden und mit dem Ritterkreuz des Ordens Heinrichs des Löwen ausgezeichnet.

## Familie
Dauber war verheiratet mit Johanne Caroline Amalie, geb. Steinacker, welche wie ihr Ehemann in Holzminden verstorben war als die Tochter (Dorothee Luise Charlotte) Helene Dauber (* 22. Mai 1838 in Holzminden) am 31. März 1891 in Wolfenbüttel den Ingenieur und Lehrer an der Baugewerkschule Holzminden, Alfred Maria (Rudolf) Brandstetter (* 31. September 1846 in Salzburg) heiratete. Daubers Sohn Karl Dauber, damals Leiter des Herzoglichen Gymnasiums zu Wolfenbüttel und davor von 1884 bis 1889 ebenfalls Direktor am Gymnasium in Holzminden, fungierte bei der Eheschließung seiner Schwester Helene, welche bis dahin bei ihm auf dem Rosenwall 15 in Wolfenbüttel wohnte, als Trauzeuge. Sehr wahrscheinlich ein weiterer Sohn Daubers war der zweite Trauzeuge Professor Dr. Adolf Dauber (* 1828/29) aus Helmstedt.